# Lynna Irby-Jackson
Lynna Irby-Jackson (nacida Lynna Irby, Merrillville, 6 de diciembre de 1998) es una deportista estadounidense que compite en atletismo, especialista en las carreras de velocidad. Ganó dos medallas de oro en los Relevos Mundiales, en los años 2024 y 2025, en la prueba de 4 × 400 m mixto.

## Palmarés internacional
| Relevos Mundiales | Relevos Mundiales | Relevos Mundiales | Relevos Mundiales |
| Año               | Lugar             | Medalla           | Prueba            |
| ----------------- | ----------------- | ----------------- | ----------------- |
| 2024              | Nasáu (Bahamas)   | Medalla de oro    | 4 × 400 m mixto   |
| 2025              | Cantón (China)    | Medalla de oro    | 4 × 400 m mixto   |